# Dyscritomyia fasciata
Dyscritomyia fasciata är en tvåvingeart som först beskrevs av Grimshaw 1901.  Dyscritomyia fasciata ingår i släktet Dyscritomyia och familjen spyflugor. Inga underarter finns listade i Catalogue of Life.